# Amin Tighazoui
Amin Tighazoui (sinh ngày 20 tháng 4 năm 1989) là một cầu thủ bóng đá người Maroc hiện tại thi đấu cho WAC ở vị trí tiền vệ chạy cánh.